# Mettenbach (Erlenbach)
Der Mettenbach ist ein gut zwei Kilometer langer Nebenfluss des Erlenbachs im baden-württembergischen Ötisheim, Deutschland. In der Gewässerstationierung wird der Oberlauf abweichend von der Liegenschaftskarte als Gründelbach mit der Gewässerkennzahl 23845442 geführt. Die Stationierungslinie mit der Gewässerkennzahl 2384544 wird in der Liegenschaftskarte mit Gründelbach bezeichnet. 

## Geographie
Der Bach entspringt etwa 700 m östlich von Ölbronn-Dürrn auf einer 253 m ü. NHN im Naturschutzgebiet Metten- und Gründelbachniederung. In überwiegend östliche Richtungen abfließend nimmt er nach etwa der Hälfte des Fließweges den Gründelbach auf. Ohne weitere Zuflüsse mündet der Mettenbach auf einer Höhe von 235 m linksseitig in den Erlenbach. Bei einem Höhenunterschied von 18 m beträgt das mittlere Sohlgefälle 8,1 ‰.